# Вергелес Борис Єгорович
Борис Єгорович Вергелес (нар. 2 вересня 1887 — пом. 193?) — підполковник Армії УНР.

## Біографія
Народився у Зміївському повіті Харківської губернії (нині Харківська область, Україна). Брав участь у Першій світовій війні. Останнє звання у російській армії — штабс-капітан.
На службі в Дієвій армії УНР з 1919 року. У 1920–1921 роках — командир 49-го куреня та старшина штабу 6-ї Січової дивізії Армії УНР.
Помер в еміграції у Польщі.